# Хокинс, Роджер
Роджер Танкред Роберт Хокинс (англ. Roger Tancred Robert Hawkins; 25 апреля 1915, Летчуэрт — 3 марта 1980, Селукве) — родезийский предприниматель и политик, видный деятель Родезийского фронта. Занимал в правительствах Яна Смита различные министерские посты. В 1977—1978 был правительственным куратором всех силовых структур Родезии.

## Биография

### Происхождение и военная служба
Родился в Англии, окончил Кингс-колледж (Лондон). После получения образования переехал в Южную Родезию. В составе родезийских вооружённых сил участвовал во Второй мировой войне на стороне Антигитлеровской коалиции. Служил в Британской Восточной Африке, в Каире, на Цейлоне, в Бирме.

### Бизнес и политика в Родезии
После войны Роджер Хокинс вернулся в Южную Родезию и занялся бизнесом в сфере горнодобычи. Возглавлял родезийскую федерацию горнодобытчиков. Имел в Селукве общие деловые интересы с Яном Смитом.
По политическим взглядам Роджер Хокинс был родезийским националистом. Принимал участие в создании Родезийского фронта (RF). В 1964 был избран в Законодательное собрание Южной Родезии. Активно поддержал провозглашение независимости Родезии 11 ноября 1965.
В 1970 Хокинс был назначен в кабинете Смита министром транспорта и энергетики. В 1973 сменил Джона Врэтхолла на посту министра связи. Играл видную роль в управлении родезийской экономикой. Считался выразителем интересов промышленной элиты (отчасти в противовес Дугласу Лилфорду, представлявшему в руководстве RF интересы фермерства).

### Куратор родезийских силовиков
11 марта 1977, в разгар гражданской войны, Ян Смит назначил Роджера Хокинса главой специально учреждённого Министерства комбинированных операций. Новому министерству ставилось в задачу координация всех силовых структур Родезии в противостоянии партизанским движениям. Министерства обороны, внутренних дел, юстиции, как и командование вооружённых сил во главе с генералом Питером Уоллсом, переходили в подчинение Хокинса. Сам Хокинс подчинялся напрямую премьеру Смиту. При этом назначении комментаторы особо отмечали давний политический союз между Роджером Хокинсом и Яном Смитом.

### Отставка и кончина
В ноябре 1978 Роджер Хокинс подал в отставку по состоянию здоровья и вернулся в Селукве. Скончался незадолго до провозглашения независимости Зимбабве.